# 수반
철학에서 수반(隨伴, supervenience)은 서로 다른 층위의 속성 사이의 관계를 설명하기 위한 개념이다. 형용사 supervenient는 '부수적인', '속발적인'이란 의미를 갖고 있다.
G. E. 무어가 윤리학에서 처음 사용했다. 김재권, 데이비드 루이스 등이 심리철학에 적용했다.

## 같이 보기
- 기능주의 (심리철학)
- 유명론